# Chantage au bolchévisme
Le chantage au bolchévisme est une stratégie politique mise en œuvre par l'Allemagne à la fin de la Première Guerre mondiale afin d'obtenir des compensations à payer les plus faibles possibles.
La Première Guerre mondiale s'achève par le traité de Versailles de 1919, qui fixe les conditions des réparations de l'Allemagne envers les Alliés. Les années qui suivent voient la succession de négociations bilatérales ou multilatérales afin de préciser ou d'aménager les conditions de paiement et les objets de paiement de l'Allemagne, qui aboutissent au plan Dawes et au plan Young.
Les négociations du traité de Versailles et des différents plans postérieurs sont scandés par ce que certains commentateurs de l'époque appelèrent le chantage au bolchévisme. Afin d'obtenir des conditions de paiement les plus favorables, la diplomatie allemande opte en effet pour une stratégie de mise en garde contre la menace communiste venue de l'Union soviétique et des partis communistes nationaux.
Les émissaires allemands en Europe agitent ainsi la menace soviétique afin de favoriser leurs conditions de paiement. Konrad Adenauer écrit dans le Matin : « Il n'y a absolument plus d'armée [en Allemagne]. L'Allemagne ne présente plus qu'un danger, mais grave : le bolchévisme ». Des entrepreneurs et banquiers allemands sont interrogés dans la presse et étalent leur crainte d'une révolution communiste. Le chancelier allemand Philipp Scheidemann explique devant les députés sociaux-démocrates que l'Allemagne pourrait connaître le même sort que la Hongrie, qui a récemment connu une révolution communiste,.
La question fait l'objet d'une guerre de l'information, les journaux de différentes tendances se positionnant face au sujet. Les médias affiliés à la droite jusqu'aux franges modérées de la gauche critiquent le procédé. Le terme est utilisé dès 1918, notamment par Jacques Bainville dans un article du 13 novembre 1918.

## Critiques et débats
Certains auteurs ont considéré le chantage au bolchévisme comme une tentative de pression peu crédible. André Chéradame s'alarme dans ses livres de ce que ce chantage affaiblit la volonté et donc la position des Alliés face à l'Allemagne. En 1919, les Nouvelles de France et bulletin des Français résidant à l'étranger écrit que « depuis l'armistice, les Boches ont largement usé du chantage au bolchevisme à l'égard de l'Entente. Sans vergogne aucune ils n'ont cessé de mendier des « adoucissements » aux conditions de paix en faisant valoir que, traité avec trop de sévérité, le peuple allemand serait infailliblement conduit au bolchévisme ».
En 1919, la Revue hebdomadaire souligne que « le chantage au bolchevisme échouera. Mais chantage ne veut pas forcément dire truquage ». 